# Santa Eugènia (Baleary)
Santa Eugènia (hiszp. Santa Eugenia)  – gmina w Hiszpanii, w prowincji Baleary, we wspólnocie autonomicznej Balearów, o powierzchni 20,25 km². W 2011 roku gmina liczyła 1702 mieszkańców.